# 묵호고등학교 축구단
묵호고등학교 축구부는 강원특별자치도 동해시에 위치한 묵호고등학교의 축구부이다. 묵호고등학교가 운영했었던 축구부로 2003년에 창단 됐었다.

## 참고 문헌
- “KFA 통합경기정보 시스템”. 대한축구협회.

## 같이 보기
- 묵호고등학교